# Brtnictví

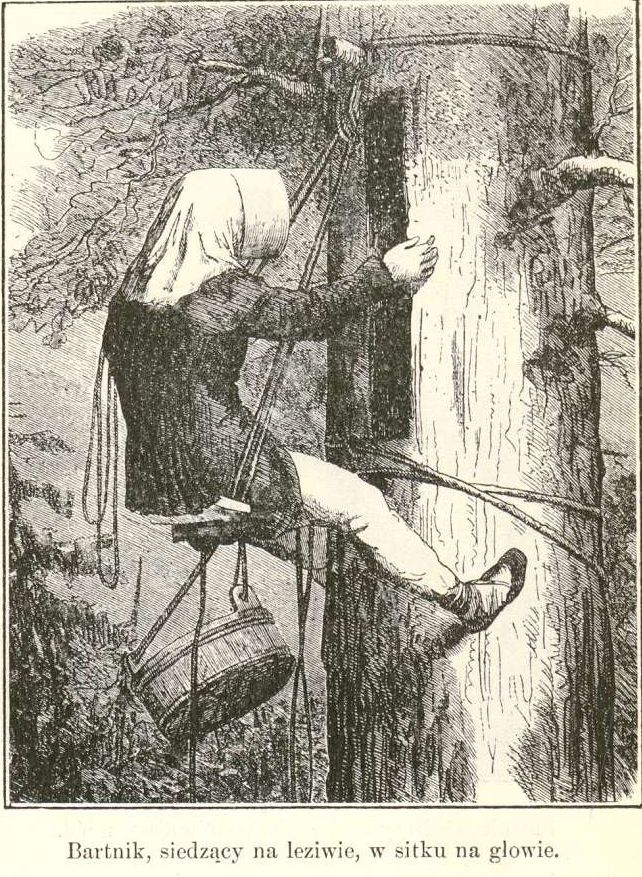
Brtnictví - lesní včelařství

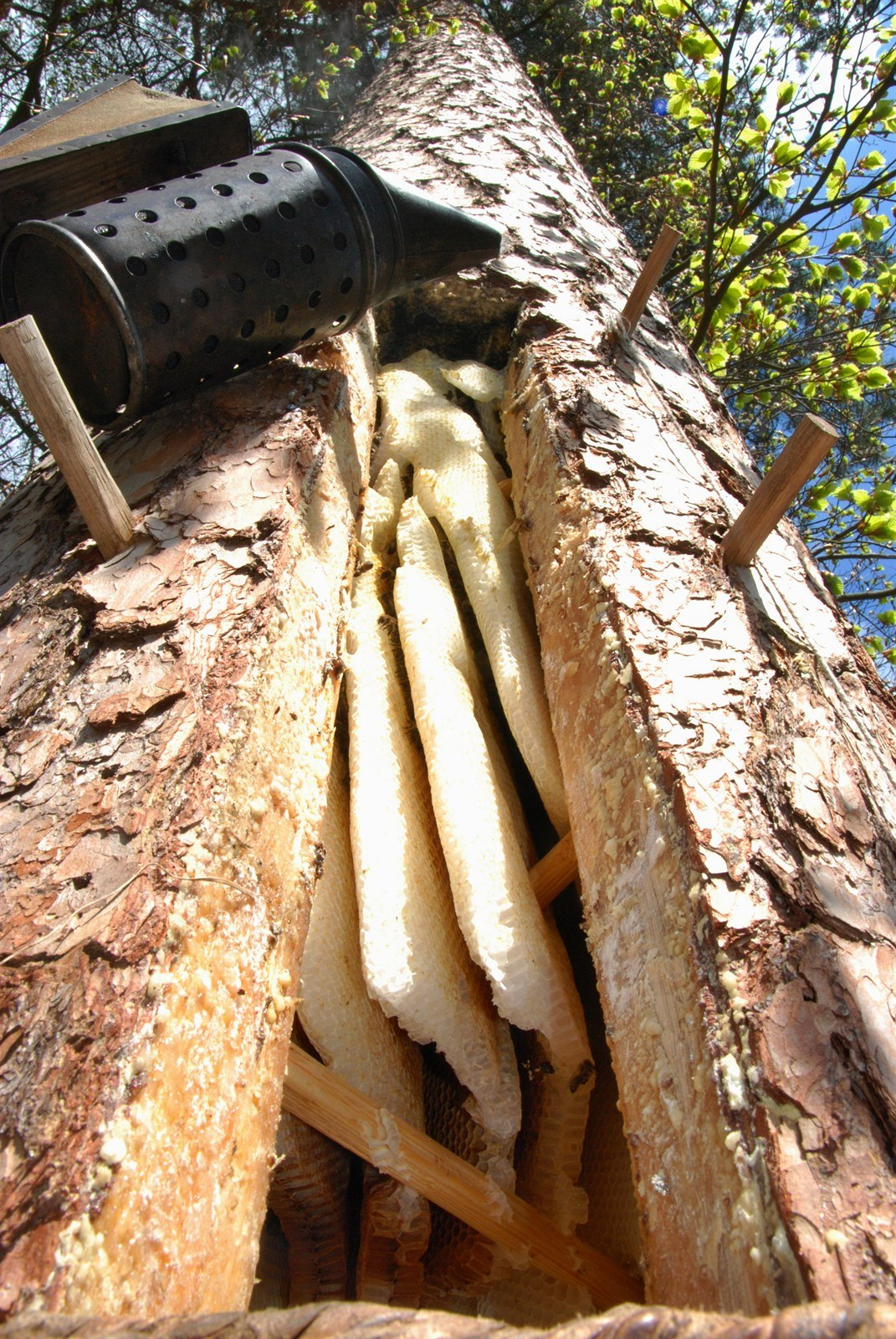
Moderní brtnictví

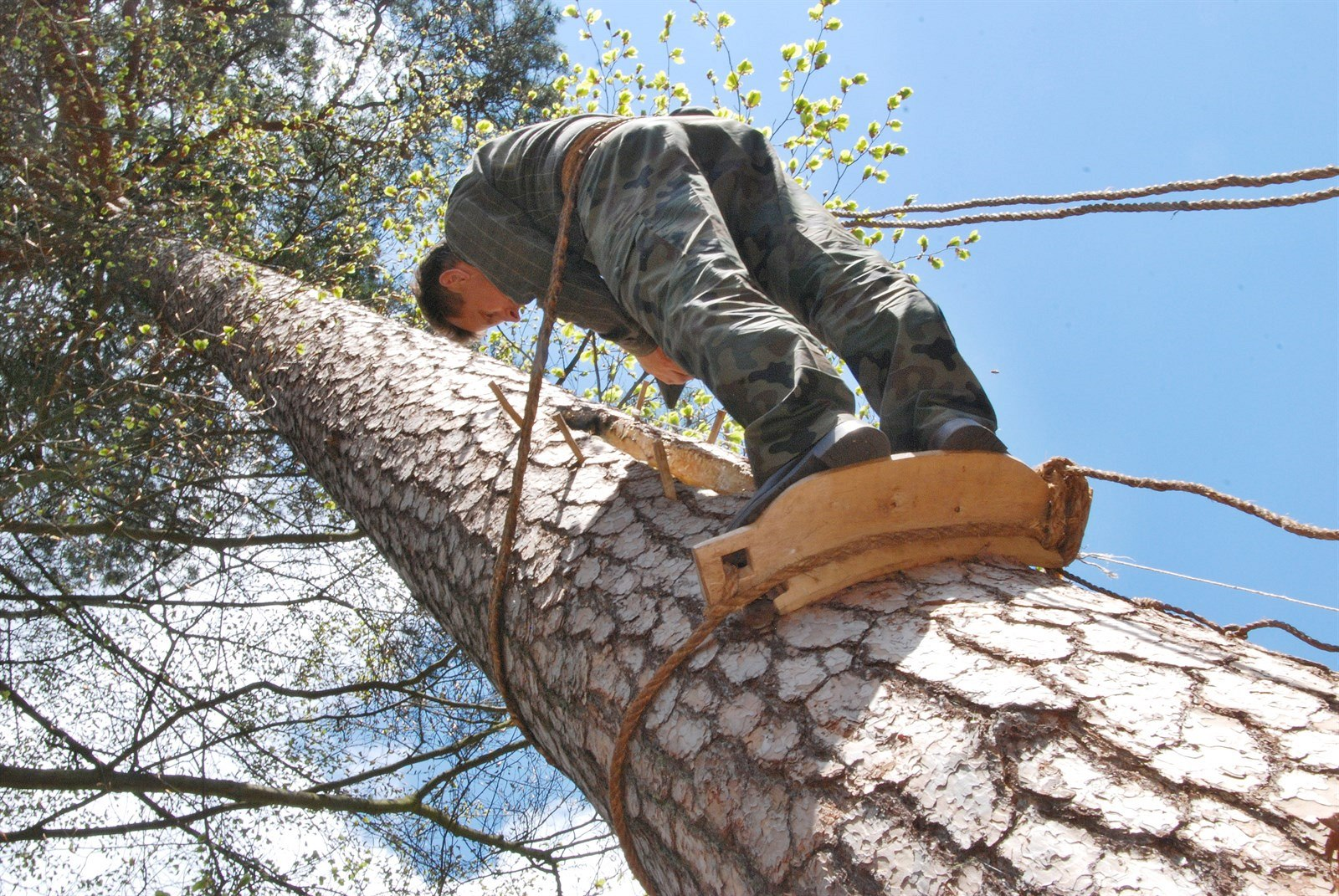
Moderní brtnictví

Brtnictví (také: lesní včelařství) je starobylý způsob získávání včelích produktů, zejména medu ze speciálních přírodních nebo umělých dutin stromů (tzv. brtí) člověkem. Brtnictví patří k nejstarším způsobům obživy, je však zároveň i chovem včel, ne tak cíleným a rozsáhlým jako moderní včelařství, ale zejména pokud jde o současné brtnické metody, náročným a velmi specializovaným.

## Dějiny
Získávání medu od divokých včel uskutečňoval člověk v dějinách různým způsobem, závislým na prostředí, kde si včely stavěly plástve. Mohly to být díry v zemi, jeskyně, dutiny, kmeny, koruny stromů, ale i lidská obydlí. Právě duté kmeny stromů, ve kterých si stavěly včely svá hnízda, tedy tzv. "brtě", byly předmětem brtnictví.
Jen na území Česka a Slovenska je brtnictví historicky doloženo od 5. století. Med a jiné včelí produkty takto získávané byly ve středověku vývozním artiklem Slovanů. Velký rozkvět však brtnictví zaznamenalo v novověku. V jednotlivých zemích upravovaly brtnickou činnost zákony, brtníci zakládali cechy s vlastními artikulemi, volili cechmistra, do 19. století bylo brtnictví v Evropě dědičným řemeslem. Brtníci měli dokonce v lesích své vlastní revíry. V současnosti přežilo brtnictví v nezměněné podobě v Evropě jen na jižním Uralu v Baškirsku, začíná se však opět obnovovat i jinde.

## Popis a postupy
Brtě se hledaly hluboko v lesích; a nejen hledaly, ale také se cíleně vytvářely. Jelikož včelí hnízda v brtích byla od sebe dost vzdálená, jejich obchůzka trvala 8 až 9 hodin. V blízkosti stromů s přirozenými brtěmi se vyhledávaly vhodné stromy pro vydlabání nových brtí, pro budoucí včelstva. Včely se do nově vytvořených dutin mohly lákat na med, povidla, rostlinné přípravky, které zároveň sloužily jako vábnička pro zjištění směru jejich letu. Sběr medu se uskutečňoval jednou ročně v době hlavní včelařské snůšky, tedy přibližně přes léto, výjimečně však a historicky zejména v pozdějším novověku i dvakrát, přičemž vždy bylo prvořadé včelám zanechat dostatek medu pro jejich vlastní potřebu. Úloha brtníka spočívala také v ochraně brtí a včelstev. Na zimu otvory podle potřeby utěsnil, aby včelstvo mohlo přezimovat. Výsledkem píle včel a práce brtníka byl pak brtnický med a brtnický vosk.